# Hotel Lomnitz
Hotel Lomnitz (nazwa od właściciela hotelu) – budynek hotelu, który znajdował się przy Gleiwitzerstrasse 10, ob. ul. Gliwickiej 17, w Bytomiu. 
Pochodzący z 1862 obiekt wielokrotnie zmieniał właścicieli, pełnione funkcje jak i samą nazwę hotelu. Najpierw znany był jako „Zum Prinzen von Preußen”, czyli „Pod księciem Prus”. Na przełomie stuleci stał się hotelem „Lomnitz”.
Od 19 lutego 1920 siedziba Polskiego Komisariatu Plebiscytowego dla Górnego Śląska na czele z Wojciechem Korfantym (do 1922). W dniu 27 maja 1920 niemieckie bojówki dokonały zbrojnej napaści na hotel. Atak został odparty przez grupę pracowników komisariatu, ale budynek uległ uszkodzeniu. Tutaj także znajdowała się siedziba Centrali Wychowania Fizycznego, organizacji będącej faktycznie głównym ośrodkiem dowódczym polskiego podziemnego ruchu zbrojnego na Górnym Śląsku. W tym budynku podjęto decyzję o rozpoczęciu III powstania śląskiego.
W latach 1922–1931 mieściła się tu siedziba Konsulatu Generalnego Rzeczypospolitej Polskiej, a następnie – „Domu Polskiego” (1931–1939). 
W 1945 budynek uległ spaleniu. Dziś w Bytomiu pozostała jedynie tablica upamiętniająca miejsce po dawnym hotelu.

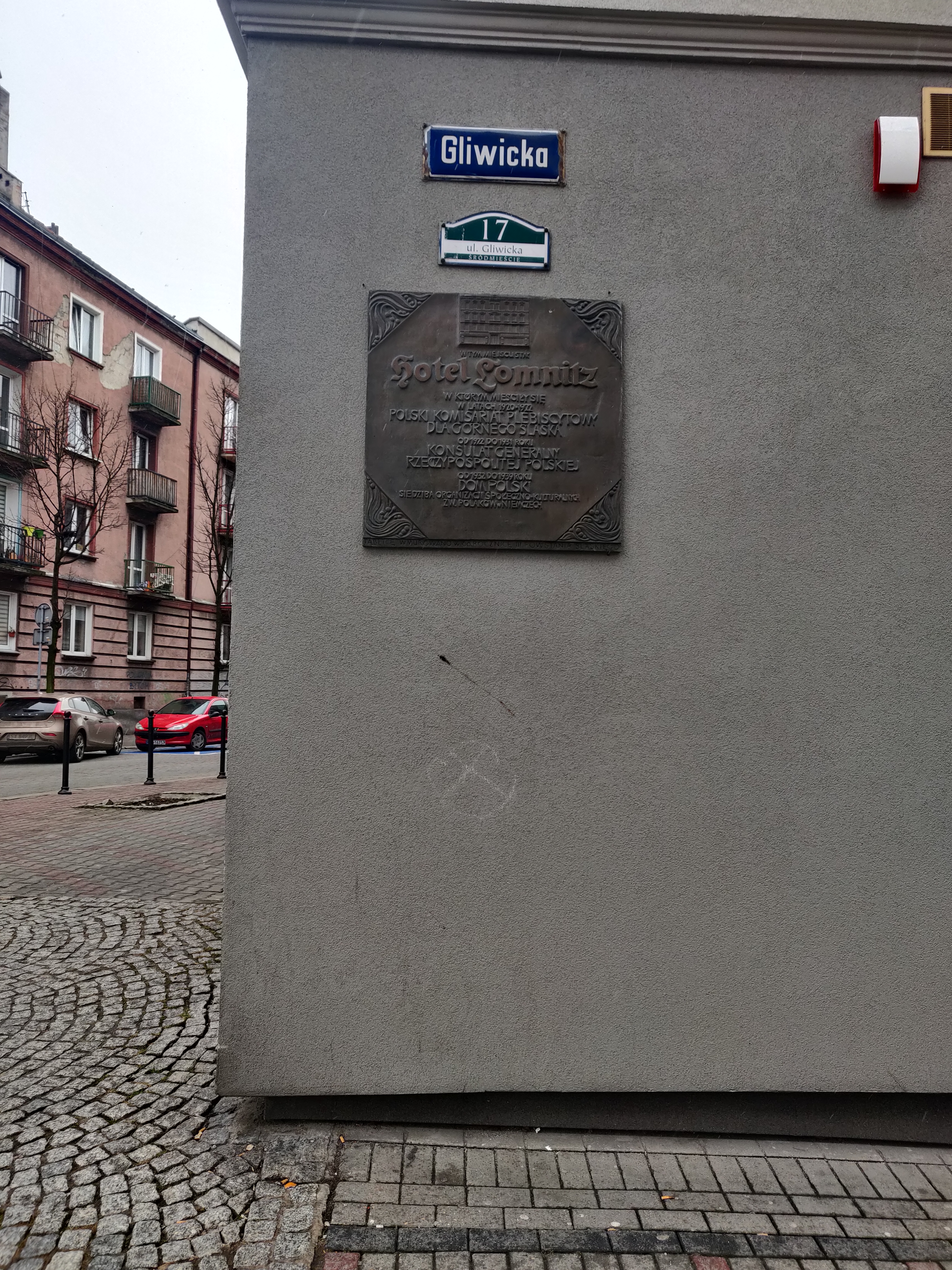
tablica pamiątkowa

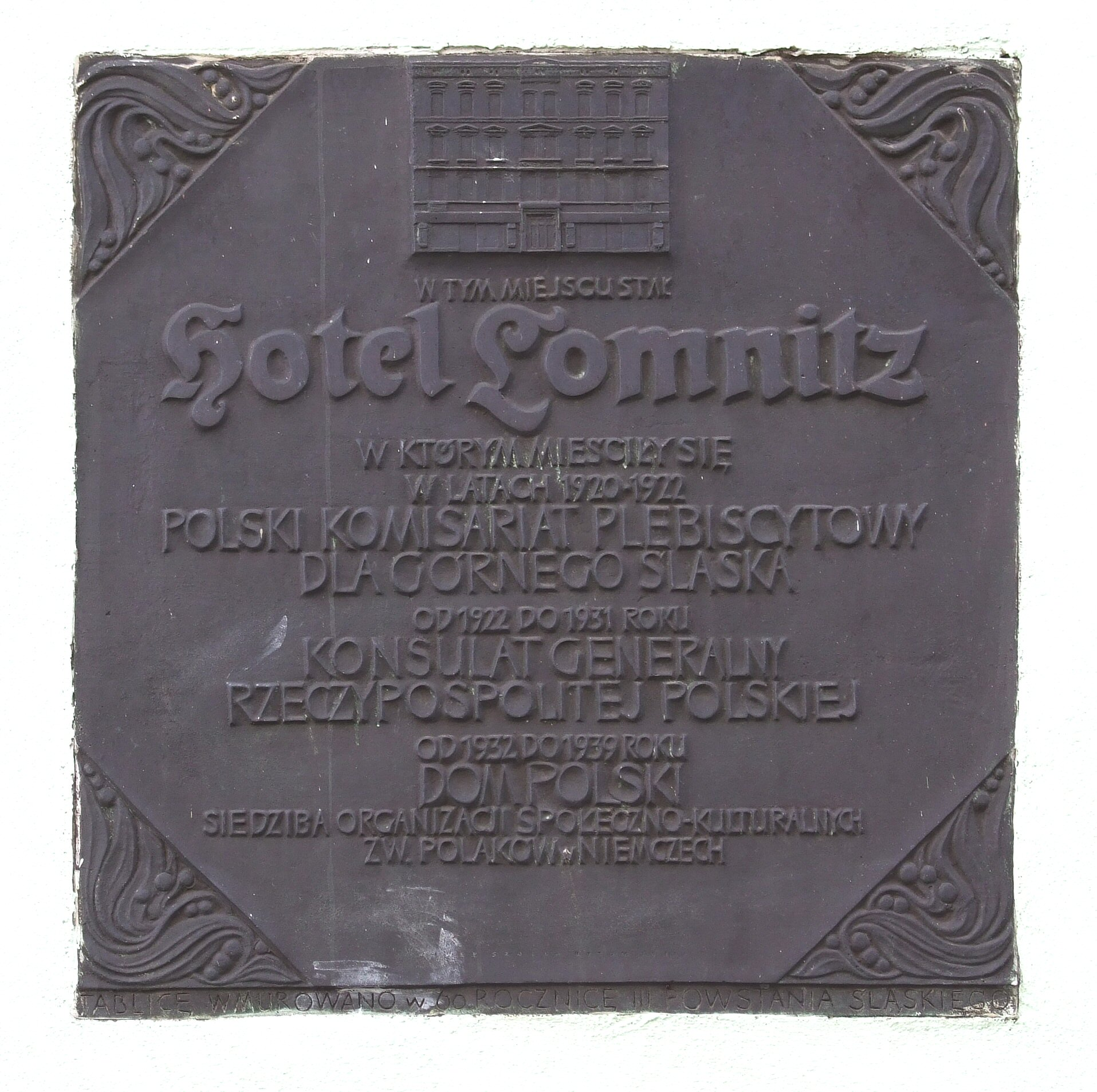